# Linia kolejowa Saint-Germain-des-Fossés – Nîmes
Linia kolejowa Saint-Germain-des-Fossés – Nîmes – linia kolejowa we Francji łącząca Saint-Germain-des-Fossés z Nîmes. Linia biegnie od miejscowości Saint-Germain-des-Fossés, gdzie łączy się z linią kolejową z Paryża (Moret) do Lyonu. Następnie przebiega przez Riom, Clermont-Ferrand, Alès i kończy się w Nîmes, łącząc się z linią Tarascon – Sète. 
Została zbudowana w latach 1840 - 1870. Obecnie jest linią w większości niezelektryfikowaną z wyjątkiem odcinka z Riom do Clermont-Ferrand.